# Thamnophilus divisorius
A Thamnophilus divisorius a madarak osztályának verébalakúak (Passeriformes) rendjébe és a hangyászmadárfélék (Thamnophilidae) családjába tartozó faj.

## Rendszerezése
A fajt Bret M. Whitney, David C. Oren és Robb T. Brumfield írták le 2004-ben. Brazíliában, az Acre államban fedezték fel.

## Előfordulása
Dél-Amerikában, Brazília és Peru területén honos. Természetes élőhelyei a szubtrópusi vagy trópusi száraz erdők. Állandó, nem vonuló faj.

## Megjelenése
Testhossza 15 centiméter körüli, testtömege 21-23 gramm.

## Életmódja
Ízeltlábúakkal táplálkozik.

## Természetvédelmi helyzete
Az elterjedési területe kicsi, egyedszáma viszont stabil. A Természetvédelmi Világszövetség Vörös listáján nem fenyegetett fajként szerepel.